# Alessandro Valerio
Alessandro Baldassare Giacomo Valerio (Milán, 18 de mayo de 1881-Milán, 28 de mayo de 1955) fue un militar y jinete italiano que compitió en la modalidad de salto ecuestre.
Participó en los Juegos Olímpicos de Amberes 1920, obteniendo una medalla de plata en la prueba individual. Perteneció al grupo de jinetes que difundió las enseñanzas de Federico Caprilli. Antes de los Juegos Olímpicos y de la Primera Guerra Mundial fue llamado por el zar de Rusia para enseñar el método de Caprilli. Luego fue enviado a América para comprar caballos para el ejército.

## Palmarés internacional
| Juegos Olímpicos | Juegos Olímpicos  | Juegos Olímpicos | Juegos Olímpicos |
| Año              | Lugar             | Medalla          | Categoría        |
| ---------------- | ----------------- | ---------------- | ---------------- |
| 1920             | Amberes (Bélgica) | Medalla de plata | Individual       |